# Ono no Imoko
Ono no Imoko (小野 妹子) foi um político e diplomata japonês do final do século VI e início do século VII, durante o período Asuka.

## Vida
Ono foi nomeado pela Imperatriz Suiko como enviado oficial (Kenzuishi) para a corte Sui em 607, e ele entregou a famosa carta do Príncipe Shōtoku do Japão que começava "O Filho do Céu onde o sol nasce [Japão], para o Filho do Céu onde o sol se põe [China], que a boa saúde esteja com você". O imperador Yang ficou furioso por ter sido tratado dessa maneira, embora não esteja claro se ele ficou mais irritado com o insulto de Sui ser referido como a terra do sol poente ou com o uso de "Filho do Céu" para se referir a si mesmo e ao imperador do Japão, insinuando que eles eram iguais, a China pré-moderna considerava os outros reinos nada mais do que estados bárbaros e sem educação e cultura, antes da ideologia Huaxia e quaisquer terras na superfície da Terra não envolvidas no sistema tributário sinocêntrico eram chamados Huawai zhi di (化外之地; "terras fora da civilização"), o Imperador da China era considerado o único imperador legítimo de todo o mundo (todas as terras sob o céu) e os japoneses usam os mesmos caracteres chineses para Imperador ("filho do céu") foi uma subversão desse princípio e da teocracia chinesa. Apesar do desrespeito japonês, o imperador Yang provavelmente estava mais interessado em distanciar diplomaticamente o Japão de Goguryeo e obter apoio do Japão por ser o outro reino poderoso além de Goguryeo no nordeste da Ásia do que em questões de decoro e, apesar do insulto, ele enviou seu próprio enviado, Pei Shiqing (裴世清), de volta ao Japão com Ono. Goguryeo por anos invadiu e assaltou as fronteiras chinesas, em uma tentativa malfadada de subjugar o reino no norte, a dinastia Sui mais tarde entrou em colapso devido à opinião política desfavorável gerada pela Guerra Goguryeo-Sui e outras causas.
Ono foi então nomeado enviado a Sui pela segunda vez no outono de 608 e acompanhou Pei Shiqing em sua viagem de volta à China. Ono voltou ao Japão de sua segunda missão em 609 e depois desapareceu em grande parte do registro histórico. Ono no Imoko é frequentemente citado como um exemplo de um oficial que alcançou a promoção sob o novo e meritório sistema de classificação e limite de doze níveis implementado pelo príncipe Shōtoku em 603. Quando Ono apareceu pela primeira vez no registro histórico e foi nomeado enviado a Sui, seu posto era listado como Grande Propriedade (5º posto), mas mais tarde foi promovido ao topo do posto de Grande Virtude, em grande parte devido a suas missões bem-sucedidas na corte Sui.
A família de Ono no Imoko era notável por linguística e erudição, e os descendentes da família incluem Ono no Komachi, bela poetisa; Ono no Takamura, poeta e estudioso; e Ono no Michikaze, calígrafo.